# モラフスケー・ブヂェヨヴィツェ - イェムニツェ線
モラフスケー・ブヂェヨヴィツェ - イェムニツェ線（チェコ語: Železniční trať Moravské Budějovice – Jemnice）は、レイルウェイ・キャピタル株式会社の鉄道線の名称である。
1896年に開業した。

## 運行形態[2]
臨時列車「イェムニツェ鉄道」号のみの運行で、秋季・冬季は運休する。春・夏に、土曜日は一日3往復、休日は一日4往復運行する。
2019年以前は、土曜・休日とも、春・秋は一日3往復、夏は一日4往復運行していた。

## 駅一覧
以下では、モラフスケー・ブヂェヨヴィツェ - イェムニツェ線の駅と営業キロ、停車列車、接続路線などを一覧表で示す。なお、全て各駅停車である。
| 路線名                         | 駅名                             | 駅間営業キロ | 累計営業キロ | 接続路線                                    | 所在地       | 所在地           |
| ------------------------------ | -------------------------------- | ------------ | ------------ | ------------------------------------------- | ------------ | ---------------- |
|                                | モラフスケー・ブヂェヨヴィツェ駅 | -            | 0.0          | 241号線（オクルジーシキ方面、ズノイモ方面） | ヴィソチナ州 | トルジェビーチ郡 |
| ヤツコフ駅                     | 4.5                              | 4.5          |              |                                             | ヴィソチナ州 | トルジェビーチ郡 |
| ヂェヂツェ駅                   | 3.0                              | 7.5          |              |                                             | ヴィソチナ州 | トルジェビーチ郡 |
| ラーツォヴィツェ駅             | 3.8                              | 11.3         |              |                                             | ヴィソチナ州 | トルジェビーチ郡 |
| トルジェベロヴィツェ駅         | 2.6                              | 13.9         |              |                                             | ヴィソチナ州 | トルジェビーチ郡 |
| ルホチツェ・ウ・イェムニツェ駅 | 4.0                              | 17.9         |              |                                             | ヴィソチナ州 | トルジェビーチ郡 |
| イェムニツェ駅                 | 2.9                              | 20.8         |              |                                             | ヴィソチナ州 | トルジェビーチ郡 |